# Artabotrys robustus
Artabotrys robustus là loài thực vật có hoa thuộc họ Na. Loài này được Louis ex Boutique mô tả khoa học đầu tiên năm 1951.